# وحيد القرن الجاوي
وَحِيدُ القَرنِ الجَاوِيِّ أو الكَرَكَدَن الجَاوِيِّ أو الخِرتِيتِ الجَاوِيِّ (Rhinoceros sondaicus)، المعروف أيضًا باسم وَحِيدُ القَرنِ السُوندِيِّ أو الكَرَكَدَن الأَصغَر وَحِيدُ القَرنِ (تمييزًا عن وحيد القرن الهندي المعروف باسم «الكركدن الأكبر وحيدُ القرن» أو «وحيدُ القرن العظيم»)، هو نوعٌ فائقُ النُدرة من فصيلة الكركدنيَّات، وأحد الأنواع الخمسة الباقية من وحيدة القرن. ينتمي هذا النوع إلى ذات جنس وحيد القرن الهندي، وهو جنس الكركدنَّات الحقيقيَّة (باللاتينية: Rhinoceros)، وتتشابه وحيدة القرن الجاويَّة مع نسيبتها الهنديَّة من حيث الهيئة الخارجيَّة، فجلدُها فُسيفسائيٌّ مُقطَّع يجعلها تبدو وكأنَّها مُدرَّعة، إلَّا أنَّها أصغر حجمًا منها، إذ يتراوح طولها بين 3.1 و3.2 متر (حوالي 10 أقدام) وارتفاعها بين 1.4 و1.7 أمتار (4.6–5.6 أقدام)، لِتكون بِهذا أقرب حجمًا إلى وحيدة القرن السوداء. يقلُّ طول قرن هذه الحيوانات عن 25 سنتيمترًا في العادة، فهي بهذا أقصر الكركدنَّات قُرونًا، كما أنَّ الذُكُور البالغة منها هي وحدها من تتمتع بِقرنٍ على طرف أُنوفها، أمَّا الإناث فجمَّاء (لا قُرون لها).
كان وحيدُ القرن الجاوي أكثر أنواع الكركدنَّات الآسيويَّة انتشارًا، فقد اشتمل موطنهُ السَّابق على جزيرتيّ جاوة وسومطرة في إندونيسيا، وامتدَّ شمالًا عبر مُختلف أنحاء جنوب شرق آسيا وُصولًا إلى الصين والهند. أمَّا اليوم، فقد أُدرجت هذه الحيوانات على قائمة الأنواع المُعرَّضة للانقراض بِدرجةٍ قُصوى، إذ لم يبقَ منها سوى جُمهرة وحيدة في البريَّة، وليس منها أيُّ أفرادٍ أسيرة. ويُحتملُ أن تكون هذه الكركدنَّات أندر الحيوانات الكبيرة على وجه الأرض،:21 بحيثُ يُقدَّر عدد الأفراد الباقية في تلك الجمهرة بين 58 و61 وحيد قرنٍ فقط، محصورة في مُنتزه أوجونگ كولون على الطرف الغربي لِجزيرة جاوة الإندونيسيَّة. كما كان هُناك جُمهرةً أُخرى في مُنتزه كات تيان في ڤيتنام أكَّدت السُلطات المحليَّة المُختصَّة نُفُوق جميع أفرادها سنة 2011. يُعزى تراجُع أعداد وحيدة القرن الجاويَّة إلى القنص اللاشرعي بِالمقام الأوَّل، لِغرض الحُصُول على قُرونها المطلوبة بِكثرة في الطب الصيني التقليدي، حيثُ يصل سعر الكيلوگرام الواحد منها إلى حوالي 30,000 دولار أمريكي بِالسوق السوداء.:31 كما أنَّ الاستعمار الأوروپي لِلبلاد التي شملها موطنها قديمًا زاد من ضُغوط الصيد عليها بِفعل حُب المُستعمرين الأوروپيين لِرحلات الصيد والقنص الترفيهي. أضف إلى ذلك، أدَّى تدميرُ الغابات واحتطابها إلى حرمانها من موائلها الطبيعيَّة، وقد لعبت الحُروب الشرسة التي دارت في جنوب شرق آسيا، مثل حرب ڤيتنام، دورًا في تدمير موائلها الطبيعيَّة والفتك بجُمهراتها السليمة، ممَّا أدَّى إلى صُعوبة انتعاشها مُجددًا. يقتصرُ موطنُ هذه الكركدنَّات حاليًّا على محميَّةٍ وحيدة، غير أنَّها ما تزالُ عرضةً لِلقنص اللاشرعي فيها، إلى جانب الأوبئة والأمراض التي يُحتمل أن تفتك بِالجُمهرة ككُل، والتوالُد الداخليّ الذي يُقلل من تنوُّعها المورثي (الجيني) ويجعلها أكثر عرضةً لِلإصابة بِتشوُّهاتٍ خُلقيَّة ويُسببُ لها ضعفًا في مناعتها.
يتراوحُ أمد حياة هذه الحيوانات في البريَّة بين 30 و45 سنة. كانت موائلها الطبيعيَّة تشتملُ تاريخيًّا على غابات الأمطار الواطئة، والأراضي العُشبيَّة الرطبة، والسُهُول الفيضيَّة الشاسعة. تُمضي وحيدة القرن الجاويَّة أغلب حياتها مُنفردة، عدا موسم التزاوج عندما تسعى الذُكُور وراء الإناث، وخِلال فترة تربية الصغار حيثُ تُمضي الأُم ووليدها بضع سنواتٍ سويًّا، على أنَّهُ يُحتمل رؤية بعض المجاميع الصغيرة منها بين الحين والآخر على مقرُبةٍ من الحُفر الطينيَّة حيثُ تتمرَّغ، أو على مقرُبةٍ من مواضع الصُخور الجيريَّة أو التُربة الملحيَّة حيثُ تلعق الملح. لا مُفترس طبيعيّ لِوحيد القرن البالغ منها سوى الإنسان، الذي تتجنّبُه مُعظم الأحيان، إلَّا أنها مُستعدَّة أن تُهاجم أيِّ شخصٍ يقتربُ منها بحال استشعرت الخطر. قلَّما يدرُس العُلماء والناشطون البيئيُّون هذه الكركدنَّات عن كثب بِسبب نُدرتها وصُعوبة العُثُور عليها، ولِحساسيَّة التعامل مع كائنٍ مُهددٍ بالانقراض. وعوض ذلك، يعتمد الباحثون على الكاميرات الفخيَّة لالتقاط صُورٍ لها في البريَّة، وعلى ما يجمعونه من عيِّنات برازها لِتحديد وضعها الصحي وغذائها وسُلُوكها، وبِهذا فإنَّ وحيد القرن الجاوي هو أقل الكركدنَّات دراسةً. تمكَّنت هيئة المُنتزهات القوميَّة الإندونيسيَّة من التقاط ڤيديوين لِوحيدتيّ قرنٍ جاويتين مع صغيريها وأعلنت عنه بِالتعاون مع الصُندوق العالمي لِحماية الطبيعة يوم 28 شُباط (فبراير) 2011، لِتُثبت بِذلك أنَّ هذه الحيوانات ما زالت تتكاثر في البريَّة. وفي شهر نيسان (أبريل) من سنة 2012، نشرت هيئة المُنتزهات القوميَّة الإندونيسيَّة ڤيديوًا آخر ظهر فيه 35 كركدنًّا جاويًّا، بما فيها أزواجٌ من الإناث وصغارها، وذُكورٌ تتودّدُ إلى إناثها.
وفي سنة 2018، قُدِّرت أعداد الكركدنات الجاويَّة البريَّة بين 58 و68 رأسًا، ولم يكن هُناك أيٌّ منها في الأسر، بعد نُفُوق ذكرٍ أسيرٍ يُدعى «سامسون» خلال شهر نيسان (أبريل) من السنة المذكورة، بعد أن عمَّر ثلاثين سنة، ممَّا يعني أنَّهُ نفق في سنٍ صغيرةٍ نسبيًّا، إذ أنَّ أمد الحياة الطبيعي لِهذه الكركدنات يترواح بين 50 و60 سنة، فأُجريت بعض الفُحُوحصات على حمضه النووي بِغية تحديد سبب نُفُوقه، تخوُّفًا من أن يكون التناسل الداخلي بين الجمهرة الصغيرة قد أضعف هذه الحيوانات وجعلها أكثر عُرضةً للأمراض.

## التصنيف والتسمية

### الاكتشاف

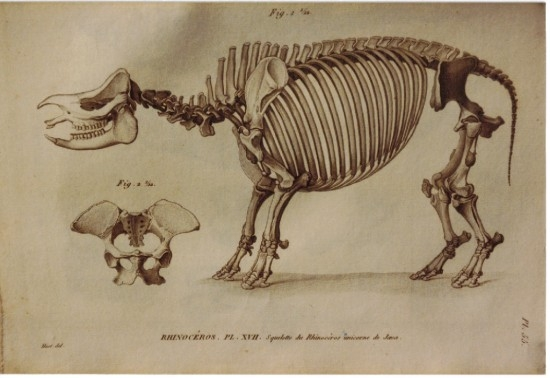
الهيكل العظمي لِعيِّنة جورج كوڤييه.

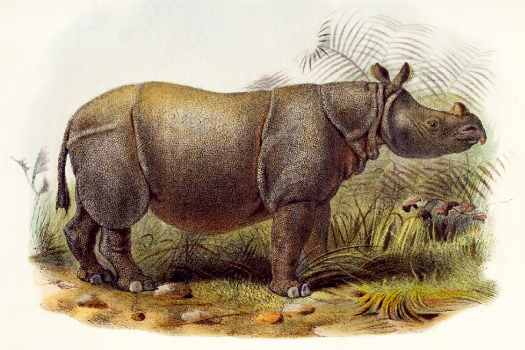
رسمٌ لِوحيد قرنٍ جاويٍّ يعود لِسنة 1877.

تعرَّف عُلماء الطبيعيَّات الغربيُّون على وحيد القرن الجاوي لِأوَّل مرَّة في سنة 1787، عندما وصلت أوروپَّا جيفتان لِوحيديّ قرن قُتلا في جاوة. أُرسلت جُمجُمتا الحيوانان سالفا الذِكر إلى عالم الطبيعيَّات الهولندي المشهور بُطرس كامپر، الذي تفحَّصها واعتنى بِدراستها، لكنَّهُ تُوفي سنة 1789 قبل أن يُعلن اكتشافهُ نوعًا جديدًا من الكركدنَّات. بعد ذلك بِفترة، اصطاد المُستكشف الفرنسي ألفرد دوڤوسيل وحيد قرنٍ آخر في جزيرة سومطرة، وأرسلهُ إلى زوج والدته العالم جورج كوڤييه المعروف في الوسط العلمي الفرنسي خُصوصًا والأوروپي عُمومًا. وفي سنة 1822 أعلن كوڤييه أنَّ هذه الكائنات تُشكِّلُ نوعًا جديدًا من وحيدة القرن، وفي ذات السنة أطلق عليها زميله العالم أنسيلمي گايتان ديماريه التسمية العلميَّة «Rhinoceros sondaicus» وتعني «وحيد القرن السوندي»، لِتكون بِهذا آخرُ أنواع الكركدن المُكتشفة والمُصنَّفة علميًّا. وكان ديماريه قد أعلن سابقًا أنَّ تلك الكائنات موطنها سومطرة، ثُمَّ عدَّل وصفه لمَّا تأكَّد أنَّ العينة التي حصل عليها أصلها من جاوة.

### تأثيل
يُشتقُّ اسمُ الجنس الخاص بِهذه الحيوانات، أي «Rhinoceros» (نقحرة: رينوسيروس) - وهو اسمُ جنس وحيد القرن الهندي كذلك - من كلمتان إغرقيَّتان: «ῥίς» (ريس) ومعناها «أنف»، و«κέρας» (سيراس) ومعناها «قرن»؛ اسمُ النوع «sondaicus » (نقحرة: سونديكوس) مُشتقٌ من منطقة السوندا، وهي إقليمٌ جُغرافي حيويّ يشتمل على جُزر جاوة وسُومطرة وبورنيو وما جاورها من جُزرٍ أصغر حجمًا. يُطلق على هذه الحيوانات أيضًا تسمية «الكركدن وحيد القرن الأصغر» تمييزًا لها عن «الكركدن وحيد القرن الأكبر» وهو وحيد القرن الهندي، وتمييزًا لها عن النوعان الأفريقيَّان (وحيد القرن الأسود ووحيد القرن الأبيض) اللذي يمتلك كُلٌ منهما قرنان. ويُشاعُ بِاللُغة العربيَّة استعمال تسمية «كركدن» و«خرتيت» عوض «وحيد القرن»، وبالتالي يُمكن أن تُطلق بعض المراجع العربيَّة تسمية «الكركدن الجاوي» أو «الخرتيت الجاوي» على هذه الحيوانات.

### النُويعات
يعترفُ العُلماء بِثلاث نُويعات من وحيد القرن الجاوي، منها نُويعة واحدة فقط باقية:

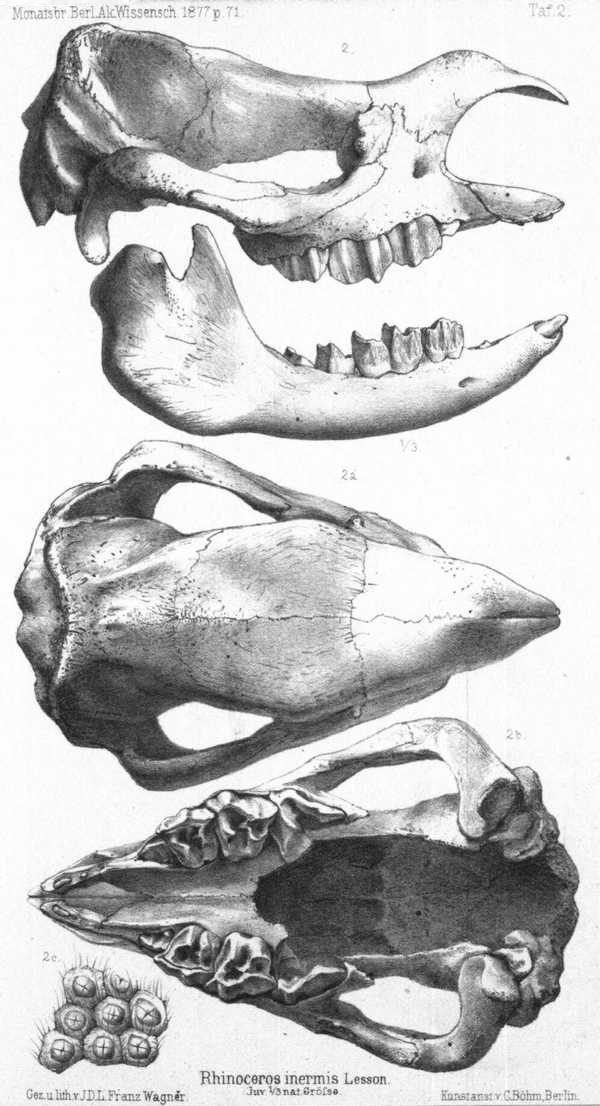
رسمٌ لِجُمجُمة وحيد قرنٍ جاويٍّ من النُويعة العزلاء.

- النُويعة السونديَّة (R. s. sondaicus): النُويعة النمطيَّة، تُعرف باسم وحيدُ القرن الجاوي الإندونيسي، وكانت تنتشرُ في مُختلف أنحاء جزيرتيّ جاوة وسومطرة. تقتصرُ أعدادها على ما يزيد عن 50 كركدنًّا بريًّا فقط، جميعُها محصورة في مُنتزه أوجونگ كولون في الطرف الغربي لِجزيرة جاوة. اقترح أحد الباحثين أن تكون الجُمهرة التي قطنت سومطرة قديمًا نُويعة مُستقلَّة بِذاتها أطلق عليها تسمية «النُويعة الفلوريَّة» (R. s. floweri)، لكنَّ هذا المُقترح لم يلقَ قبولًا كبيرًا.[17][18]
- النُويعة الأناميتيَّة (R. s. annamiticus): تُعرف باسم وحيدُ القرن الجاوي الڤيتنامي أو وحيدُ القرن الڤيتنامي، كانت واسعة الانتشار عبر الصين الجنوبيَّة، وڤيتنام وكمبوديا ولاوس وتايلندا وماليزيا. يُشتقُّ اسمُها العلميّ (annamiticus) من سلسلة جبال أناميتي في جنوب شرق آسيا، التي كانت تُشكِّلُ جُزءًا من موطنُ هذه النُويعة. قُدِّر عدد الجُمهرة الوحيدة الباقية من هذه النُويعة بِحوالي 12 حيوانًا فقط في سنة 2006، وكانت كُلُّها تعيش في مُنتزه كات تيان الوطني في ڤيتنام. أشارت الدلائل المُورثيَّة (الجينيَّة) إلى أنَّ هذه النُويعة وقريبتها الإندونيسيَّة تشاركتا في سلفٍ وحيدٍ مُنذُ ما بين 300,000 إلى مليونيّ سنة.[17][18] قُتل آخرُ أفراد هذه الجُمهرة على يد صيَّادٍ لا شرعيّ في سنة 2010.[19]
- النُويعة العزلاء (R. s. inermis): تُعرفُ باسم وحيدُ القرن الجاوي الهندي أو وحيدُ القرن الهندي الأصغر، كانت تنتشرُ من البنغال إلى بورما، ويُعتقد بأنَّها انقرضت قبل سنة 1925.[20] اسمُها العلميّ «inermis» يعني «الأعزل»، نظرًا لِأنَّ أبرز السمات الجسديَّة لِهذه النُويعة كانت صِغر حجم قُرُون ذُكُورها وانعدامها كُليًّا عند إناثها، حتَّى أنَّ العيِّنة الرئيسيَّة الأولى منها التي استحصل عليها العُلماء في أوروپَّا كانت عبارة عن أُنثى جمَّاء (عديمة القُرون) تمامًا. حالت القلاقل السياسيَّة والأمنيَّة في بورما دون التمكُّن من تفقُّد أوضاع هذه الكائنات والتأكُّد من بقائها في البلاد أم لا، لكن يغلب الظن أنها اندثرت كُليًّا.[21][22][23]

### النُشوء والتطوُّر

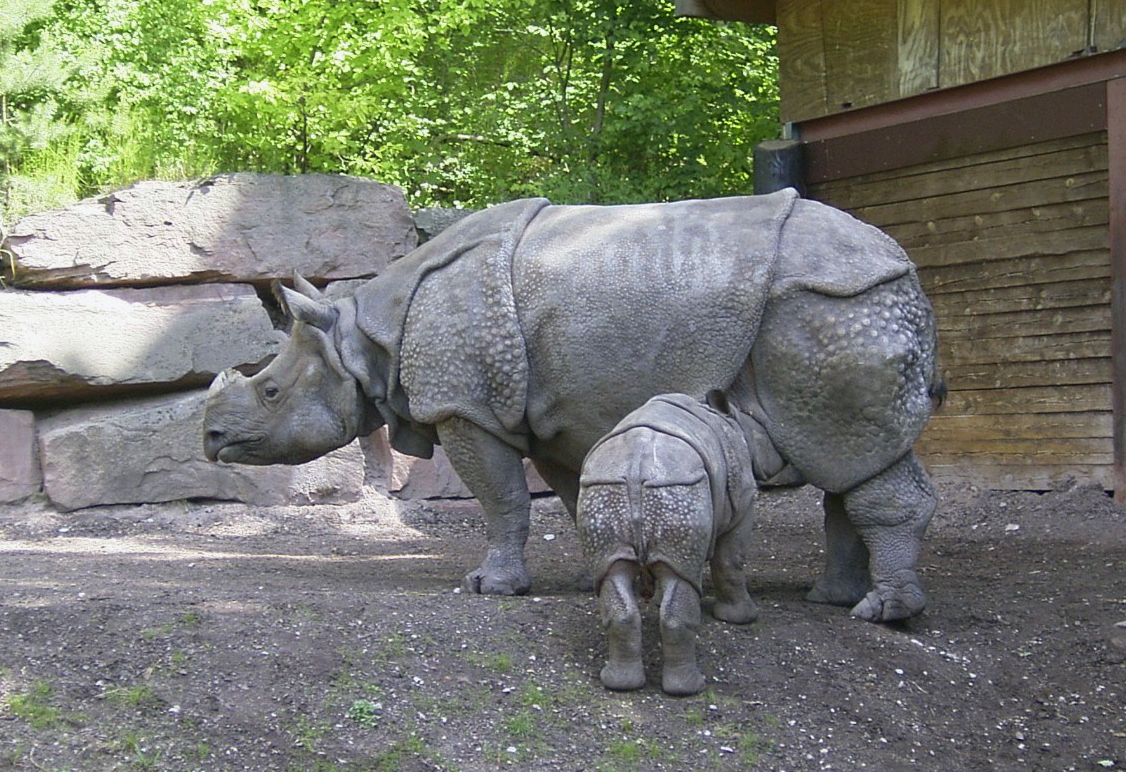
أُنثى وحيدُ قرنٍ هنديٍّ وصغيرها. يُعتقد أنَّ وحيدة القرن الهنديَّة هي الأوثق صلة بِوحيدة القرن الجاويَّة.

يُعتقدُ بأنَّ أسلاف الكركدنَّات المُعاصرة انشقَّت عن سائر مُفردات الأصابع في العصر الفجري (الإيوسيني) المُبكر. تُفيدُ الدراسات التي أُجريت على الحمض النووي للميتوكندريات الخاص بِفصيلة الكركدنيَّات أنَّ سلفها المُشترك انشقَّ عن أسلاف الخيليَّات مُنذ حوالي 50 مليون سنة، كما يبدو أنَّ هذه الفصيلة ظهرت لِأوَّل مرَّة في أواخر العصر الفجري في أوراسيا، وأنَّ أسلاف الأنواع الباقية من وحيدة القرن اختفت تمامًا من آسيا في أوائل العصر الثُلثي الأوسط (الميوسيني).
تنتمي وحيدة القرن الهنديَّة والجاويَّة إلى جنس «الكركدن» أو «الكركدنَّات الحقيقيَّة» (باللاتينية: Rhinoceros)، وهي المُمثلة الوحيدة لِهذا الجنس. تُشيرُ سجلَّات الأحافير أنَّ هذه الحيوانات ظهرت لِأوَّل مرَّة في آسيا مُنذ ما بين 1.6 و3.3 ملايين سنة. على أنَّ الاختبارات الجُزيئيَّة تُظهر بأنَّ النوعان سالِفا الذِكر انفصلا عن بعضهما قبل فترةٍ أبعد من تلك المذكورة، وتحديدًا مُنذ 11.7 ملايين سنة.
|  | \| \| النُويعة السونديَّة، النمط الفرداني I \| \| \| \| \| \| النُويعة السونديَّة، النمط الفرداني III \| \| \| \| |
|  | |
|  | النُويعة السونديَّة، النمط الفرداني II                                                                         |
|  | |
|  | النُويعة السونديَّة، النمط الفرداني I                                                                          |
|  | |
|  | النُويعة السونديَّة، النمط الفرداني III                                                                        |
|  | |

|  | النُويعة السونديَّة، النمط الفرداني I   |
|  |                                      |
|  | النُويعة السونديَّة، النمط الفرداني III |
|  |                                      |

|  | \| \| النُويعة السونديَّة، النمط الفرداني I \| \| \| \| \| \| النُويعة السونديَّة، النمط الفرداني III \| \| \| \| |
|  | |
|  | النُويعة السونديَّة، النمط الفرداني II                                                                         |
|  | |
|  | النُويعة السونديَّة، النمط الفرداني I                                                                          |
|  | |
|  | النُويعة السونديَّة، النمط الفرداني III                                                                        |
|  | |

|  | النُويعة السونديَّة، النمط الفرداني I   |
|  |                                      |
|  | النُويعة السونديَّة، النمط الفرداني III |
|  |                                      |

|  | \| \| النُويعة السونديَّة، النمط الفرداني I \| \| \| \| \| \| النُويعة السونديَّة، النمط الفرداني III \| \| \| \| |
|  | |
|  | النُويعة السونديَّة، النمط الفرداني II                                                                         |
|  | |
|  | النُويعة السونديَّة، النمط الفرداني I                                                                          |
|  | |
|  | النُويعة السونديَّة، النمط الفرداني III                                                                        |
|  | |

|  | النُويعة السونديَّة، النمط الفرداني I   |
|  |                                      |
|  | النُويعة السونديَّة، النمط الفرداني III |
|  |                                      |

|  | \| \| النُويعة السونديَّة، النمط الفرداني I \| \| \| \| \| \| النُويعة السونديَّة، النمط الفرداني III \| \| \| \| |
|  | |
|  | النُويعة السونديَّة، النمط الفرداني II                                                                         |
|  | |
|  | النُويعة السونديَّة، النمط الفرداني I                                                                          |
|  | |
|  | النُويعة السونديَّة، النمط الفرداني III                                                                        |
|  | |

|  | النُويعة السونديَّة، النمط الفرداني I   |
|  |                                      |
|  | النُويعة السونديَّة، النمط الفرداني III |
|  |                                      |

|  | \| \| النُويعة السونديَّة، النمط الفرداني I \| \| \| \| \| \| النُويعة السونديَّة، النمط الفرداني III \| \| \| \| |
|  | |
|  | النُويعة السونديَّة، النمط الفرداني II                                                                         |
|  | |
|  | النُويعة السونديَّة، النمط الفرداني I                                                                          |
|  | |
|  | النُويعة السونديَّة، النمط الفرداني III                                                                        |
|  | |

|  | النُويعة السونديَّة، النمط الفرداني I   |
|  |                                      |
|  | النُويعة السونديَّة، النمط الفرداني III |
|  |                                      |

|  | \| \| النُويعة السونديَّة، النمط الفرداني I \| \| \| \| \| \| النُويعة السونديَّة، النمط الفرداني III \| \| \| \| |
|  | |
|  | النُويعة السونديَّة، النمط الفرداني II                                                                         |
|  | |
|  | النُويعة السونديَّة، النمط الفرداني I                                                                          |
|  | |
|  | النُويعة السونديَّة، النمط الفرداني III                                                                        |
|  | |

|  | النُويعة السونديَّة، النمط الفرداني I   |
|  |                                      |
|  | النُويعة السونديَّة، النمط الفرداني III |
|  |                                      |

|  | \| \| النُويعة السونديَّة، النمط الفرداني I \| \| \| \| \| \| النُويعة السونديَّة، النمط الفرداني III \| \| \| \| |
|  | |
|  | النُويعة السونديَّة، النمط الفرداني II                                                                         |
|  | |
|  | النُويعة السونديَّة، النمط الفرداني I                                                                          |
|  | |
|  | النُويعة السونديَّة، النمط الفرداني III                                                                        |
|  | |

|  | النُويعة السونديَّة، النمط الفرداني I   |
|  |                                      |
|  | النُويعة السونديَّة، النمط الفرداني III |
|  |                                      |

|  | \| \| النُويعة السونديَّة، النمط الفرداني I \| \| \| \| \| \| النُويعة السونديَّة، النمط الفرداني III \| \| \| \| |
|  | |
|  | النُويعة السونديَّة، النمط الفرداني II                                                                         |
|  | |
|  | النُويعة السونديَّة، النمط الفرداني I                                                                          |
|  | |
|  | النُويعة السونديَّة، النمط الفرداني III                                                                        |
|  | |

|  | النُويعة السونديَّة، النمط الفرداني I   |
|  |                                      |
|  | النُويعة السونديَّة، النمط الفرداني III |
|  |                                      |

رُغم انتمائها إلى ذات النوع النموذجي، فإنَّ العُلماء لا يعتبرون وحيدة القرن الهنديَّة والجاويَّة وثيقة الصلة بِبقيَّة الكركدنَّات، وقد اقترحت عدَّة دراسات أنَّها أقرب صلةً بِجنسان مُنقرضان من الفصيلة الكركدنّيَّة، هما الگاينداثيروم (باللاتينية: Gaindatherium) والبُنجابثيريوم (باللاتينية: Punjabitherium). وضعت إحدى الدراسات المُفصَّلة لِلفُروع الحيويَّة الكركدنّيَّة جنس «الكركدنَّات الحقيقيَّة» بِنوعيه الباقيين مع البُنجابثيريوم ضمن فرعٍ حيويٍ واحدٍ مع جنس الكركدنَّات ثُنائيَّة القرن (باللاتينية: Dicerorhinus) الذي يضم حاليًّا وحيد القرن السومطري فقط. بِالمُقابل، اقترحت دراساتٌ أُخرى أنَّ وحيد القرن السومطري أوثق صلةً بِالكركدنَّان الأفريقيَّان، أي وحيدا القرن الأبيض والأسود.
هذا ويُحتمل أن يكون وحيد القرن السومطري مُتحدِّر من وحيدة قرن آسيويَّة أُخرى مُنذ حوالي 15 مليون سنة تقريبًا، أو رُبما مُنذ فترةٍ أقدم من هذا تُقدَّر بِحوالي 25.9 ملايين سنة، وفق ما تقترحهُ الدلائل المُستحصل عليها من دراسة الأحماض النوويَّة للمُتقدِّرات. تصلُ نسبة الاختلاف المُورثي بين نُويعات وحيد القرن الجاوي إلى 0.5%، بينما تتراوح نسبة الاختلاف ذاته بين هذا النوع ووحيد القرن الهندي بين 2.4 إلى 2.7%. يُعتقد بِأنَّ التنوُّع المُورثي لِلكركدنَّات الجاويَّة مردُّه توزُّعها السابق عبر موطنٍ مُتجزِّئ يتكوَّن من جُزر وبعض أنحاء البر الآسيوي الرئيسي.

## الوصف

### الحجم

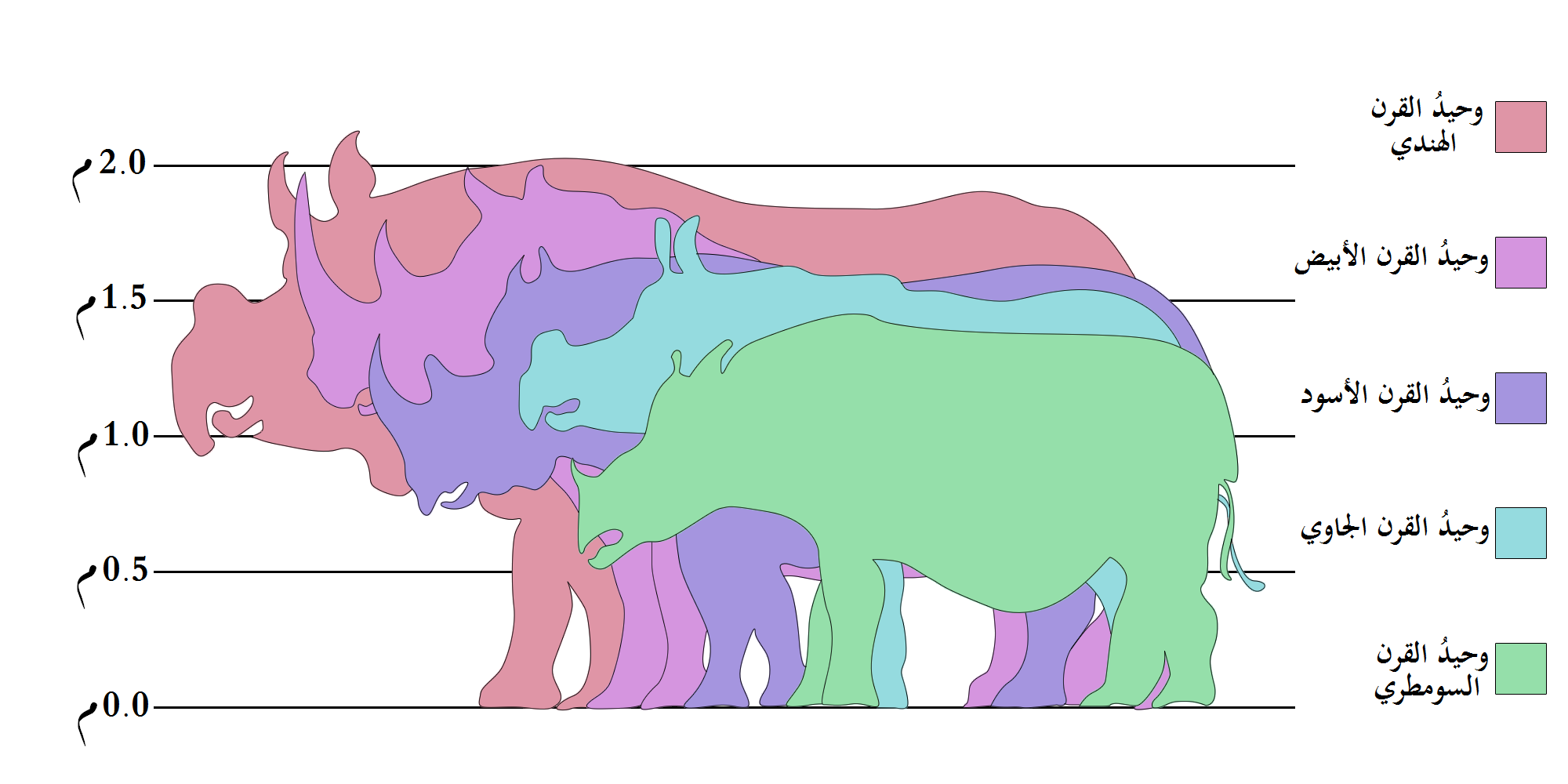
مُقارنة بين أحجام الأنواع الباقية من الكركدنَّات، يظهر فيها وحيدُ القرن الجاوي في المركز الثالث مع وحيد القرن الأسود.

وحيدُ القرن الجاوي أصغر حجمًا من نسيبه الهندي، وهو يُقارب وحيدُ القرن الأسود في القد، وبِهذا فإنَّهُ أكبر حيوانات جزيرة جاوة، وثاني أكبر حيوانٍ في إندونيسيا بعد الفيل الآسيوي. يتراوح طُول جسد الكركدن الجاوي (بما فيه رأسه) بين مترين إلى 4 أمتار (6.6 إلى 13.1 قدم)، ويتراوح ارتفاعه عند الكتفين ما بين 1.4 إلى 1.7 أمتار (4.6–5.6 أقدام). تُشيرُ بعض التقارير أنَّ البوالغ منها تتراوح زنتها بين 900 و2,300 كيلوگرام (بين 2,000 و5,100 رطلًا)، على أنَّهُ لم يتم إجراء أي دراسة رسميَّة وحقيقيَّة بِغرض الحُصُول على مقاييس دقيقة لِهذه الحيوانات، كما أنَّ العُلماء لا ينظرون إلى هذا الأمر على أنَّهُ أولويَّة، نظرًا لِلوضع الانحفاظي الدقيق لِهذه الكائنات، الذي يستوجب أقل احتكاك بشري مُمكن معها. من غير المُلاحظ وُجود اختلافات جسديَّة بارزة بين الذُكُور والإناث، لكن يُحتمل أن تكون الإناث أكبر حجمًا بِقليل من ذُكُورها. أظهر تفحُّص الصُور الفوتوغرافيَّة لِبضع وحيدة قرنٍ، من ڤيتنام، إلى جانب دراسة عرض آثار قوائمها، أنَّها أصغر بعض الشيء من نسيبتها قاطنة جاوة.

### الهيئة الخارجيَّة

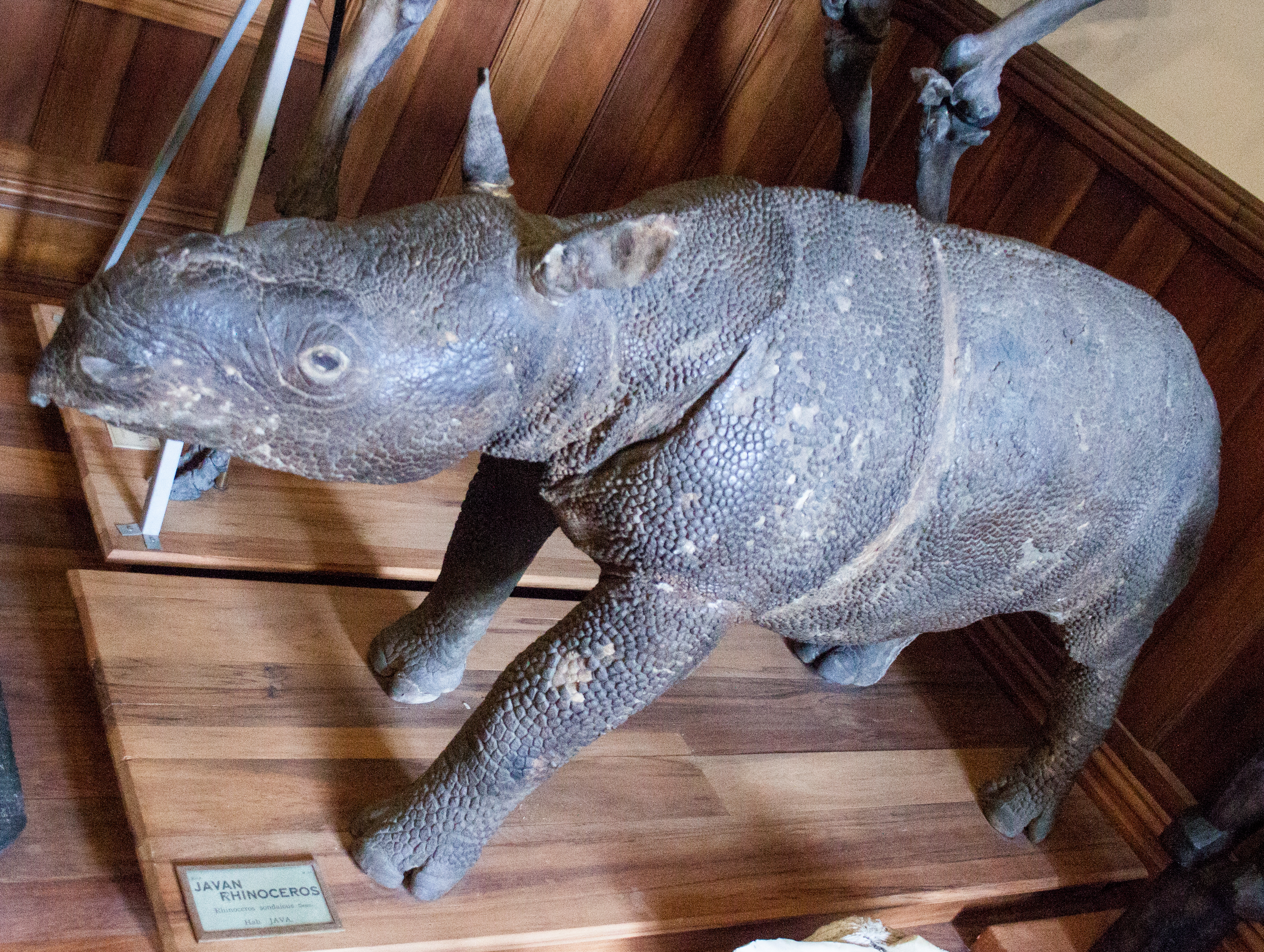
صغيرُ وحيدُ قرنٍ جاويٍّ مُحنَّط. لاحظ جلده الأجرد (عديم الشعر) فُسيفسائيّ النمط.

كما هو حالُ وحيدة القرن الهنديَّة، فإنَّ وحيدة القرن الجاويَّة تمتلك قرنًا واحدًا فقط (بينما تمتلك باقي الأنواع الباقية من الكركدنَّات قرنان)، وقرنُ الكركدنَّات الجاويَّة أصغرُ قُرون جميع الكركدنَّات الباقيَّة بلا مُنازع، إذ يقل طوله عادةً عن 20 سنتيمترًا (7.9 إنشات)، ولم يتخطَّ أكبرها حجمًا 27 سنتيمترًا (11 إنشًا). وحدها الذُكور قرناء، أمَّا الإناث فجمَّاء (لا قُرون لها)، وهي بِذلك إناثُ إحدى الأنواع الباقية الوحيدة التي تنعدم قُرونها مُنذُ صغرها وطيلة حياتها كبالغة، على أنَّ بعضها قد يظهر لديه نُتوءٌ ضئيل على طرف خطمها أشبه بِالورم، ويتراوح ارتفاعه بين إنش وإنشان فقط. ولا يبدو أنَّ الكركدنَّات الجاويَّة تستخدمُ قرنها لِلتقاتل فيما بينها، بل يبدو أنَّ مُهمَّته الأساسيَّة هي كشط الطين والوحل في حُفر التمرُّغ، وشد النباتات العالية للاقتيات عليها، وشق الدُروب وسط الآجام والشُجيرات الكثيفة. يمتلكُ وحيد القرن الجاوي شفة عُلويَّة ناتئة تُساعدهُ على التقاط طعامه المُكوَّن، شأنه في ذلك شأن باقي الكركدنَّات راعية الأشجار (الأسود والسومطري والهندي، أمَّا الأبيض فيرعى الأعشاب). قواطعُها السُفليَّة طويلة وحادَّة؛ وعندما تتقاتل مع بعضها فإنها تلجأ إلى تلك الأسنان لِتُدافع عن نفسها، فتعُض خصمها وتنهشه. أمَّا خلف قواطعها فيُوجدُ صفٌ من ستة أضراس مُنخفضة الرأس تُستخدم في مضغ النباتات الخشنة القاسية. كما هو حالُ باقي أنواع الكركدن، فإنَّ حاستيّ الشم والسمع لدى وحيد القرن الجاوي قويَّتان لِلغاية، لكنَّ بصره كليل. يُعتقدُ بأنَّ أمد حياتها في البريَّة يتراوح بين 30 و45 سنة.
وحيدةُ القرن الجاويَّة عديمة الشعر، وجلدُها رمادي أبقع أو رمادي ضارب إلى البُني، وهو يتَّخذ شكل طيَّات على كتفيها وعلى ظهرها وكفلها. لِجلدها نمطٌ فُسيفسائيٌّ طبيعيّ، ممَّا يُعطي الكركدن مظهرًا أشبه بِالمُدرَّع. وطيَّاتُ عُنق وحيد القرن الجاوي أصغر حجمًا من طيَّات عُنق نسيبه الهندي، لكنَّ مظهرها يجعلها شبيهة بِالسرج المُلقى على كتفيه أيضًا، كما هو حالُ الكركدنَّات الهنديَّة. تستندُ جميع المعلومات الخاصَّة بِمقاييس هذه الحيوانات على الصُور المأخوذة من الكاميرات الفخيَّة العاملة على حركة الأجسام المارَّة بوجهها، والمنصوبة في موطنها الباقي، بِالإضافة إلى ما يُمكن استنباطه من من خِلال دراسة برازها، وقلَّما يرى العُلماء هذه الكائنات في موئلها الطبيعة أو يقومون بِدراستها وقياسها عن قُرب، نظرًا لِوضعها الحرج الذي يستوجب تفادي الاحتكاك معها بِقدر الإمكان كما أُسلف.

## الانتشار
أكثرُ التقديرات تفاؤلًا تُفيد بأنَّ أعداد وحيدة القرن الجاويَّة تقلُّ عن 100 رأسٍ في البريَّة، وبهذا فإنها تُعد إحدى أكثر الأنواع في العالم عُرضةً للانقراض. يعيشُ ما تبقَّى من كركدنَّاتٍ جاويَّةٍ في مكانٍ واحدٍ فقط، هو مُنتزه أوجونگ كولون الوطني الواقع في الطرف الغربي من جزيرة جاوة.

### الموطن

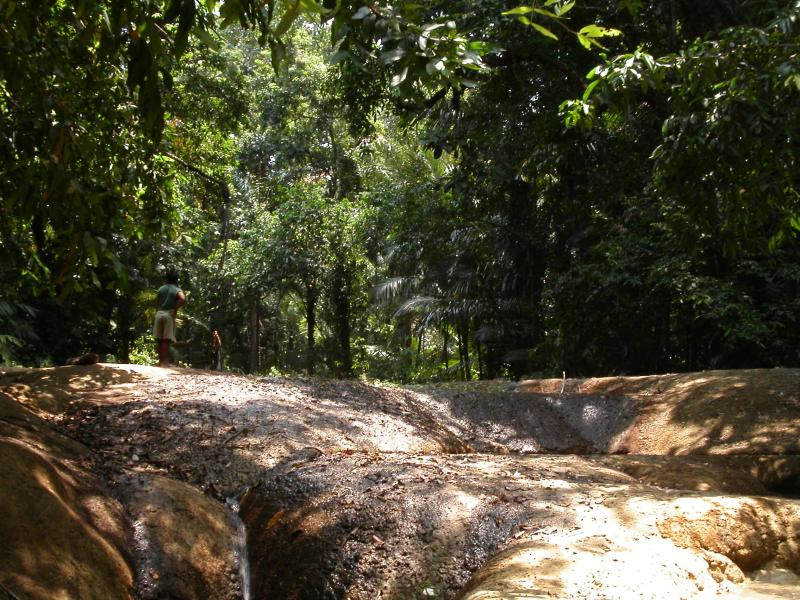
جانب من مُنتزه أوجونگ كولون في جاوة.

الموطن التاريخي والموطن الحالي لِوحيد القرن الجاوي.

كانت هذه الحيوانات واسعة الانتشار سابقًا من آسام والبنغال (حيثُ تقاطع موطنها مع موطن نسيبيها الهندي والسومطري) شرقًا حتَّى ماينمار وتايلندا وكمبوديا ولاوس وڤيتنام، ثُمَّ جنوبًا إلى شبه الجزيرة الملاويَّة وجزيرتيّ جاوة وسومطرة، ورُبما بورنيو أيضًا. كان موطنُ وحيد القرن الجاويّ يتقلَّص مُنذ حوالي 3,000 سنة تقريبًا، ففي حوالي سنة 1000 ق.م كان موطن هذه الحيوانات يمتد شمالًا حتَّى الصين، لكنها بدأت تتراجع جنوبًا مُنذ ذلك الحين بِمُعدَّل 0.5 كيلومترات (0.31 أميال) في السنة، مع تزايُد عدد المُستوطنات البشريَّة في المنطقة. يُحتملُ أنَّها انقرضت في الهند خِلال العقد الأوَّل من القرن العشرين، وبِحُلول سنة 1932 كانت جميع الكركدنَّات قاطنة شبه الجزيرة المالاويَّة قد أُبيدت عن بُكرة أبيها، وفي سومطرة نفق آخرُ كركدنٍّ جاويٍّ خِلال فترة الحرب العالميَّة الثانية. وفي أواسط القرن العشرين كانت قد اختفت من منطقتيّ چیتاگونگ والسونداربانس في بنغلاديش، وبِحُلول نهاية حرب ڤيتنام اعتبر العُلماء والباحثون أنَّ هذا النوع اندثر تمامًا من على البر الآسيوي. أفاد بعضُ الحطَّابين والصيَّادين الكمبوديين أنهم رأوا بعض الكركدنَّات الجاويَّة في جبال الهال، لكنَّ تفقُّد العُلماء لِلمنطقة لم يكشف شيئًا. في أواخر عقد الثمانينيَّات من القرن العشرين عُثر على جُمهرةٍ ضئيلةٍ في منطقة كات تيان بِڤيتنام، لكنَّ آخر فردٍ منها قُتل سنة 2010 على يد صيَّادٍ لاشرعي، وكانت تقارير الخُبراء في الاتحاد العالمي للحفاظ على الطبيعة تُشيرُ حتَّى ذلك الحين بِبقاء حوالي 10 كركدنَّاتٍ فقط في تلك المنطقة. يُحتملُ أنَّ جُمهرةٍ صغيرةً من هذه الكركدنَّات عاشت على جزيرة بورنيو أيضًا، على أنَّ العيِّنات التي عُثر عليها فيها يُحتمل أنها تعود إلى كركدنَّاتٍ سومطريَّة، التي ما زالت إحدى جُمهراتها الصغيرة تعيش على الجزيرة.

### الموائل الطبيعيَّة
المسكن الرئيسيّ لِوحيدة القرن الجاويَّة هو غابات الأمطار الواطئة الكثيفة، والأراضي العُشبيَّة، وأحواض القصب ذات الأنهار الغزيرة، والسُهُول الفيضيَّة الواسعة، أو المناطق الرطبة ذات حُفر التمرُّغ الموحلة الكثيرة، ويبدو أنَّ الكركدنَّات الجاويَّة تميلُ إلى تفضيل المناطق الغابويَّة على غيرها من المساكن سالِفة الذِكر لِحماية نفسها من أشعَّة الشمس الاستوائيَّة القويَّة. وعلى الرُغم من أنَّ الأدلَّة التاريخيَّة تُشير إلى تفضيل هذه الكائنات لِلأراضي المُنخفضة، إلَّا أنَّ الجُمهرة الڤيتناميَّة دفعها ضغط الصيد والتحطيب وغيره من الأنشطة البشريَّة المعيشيَّة إلى اللُجوء لِمناطق مُرتفعة، وُصولًا حتَّى عُلُو 2,000 عن سطح البحر (6,561 قدمًا).

## السُلُوك

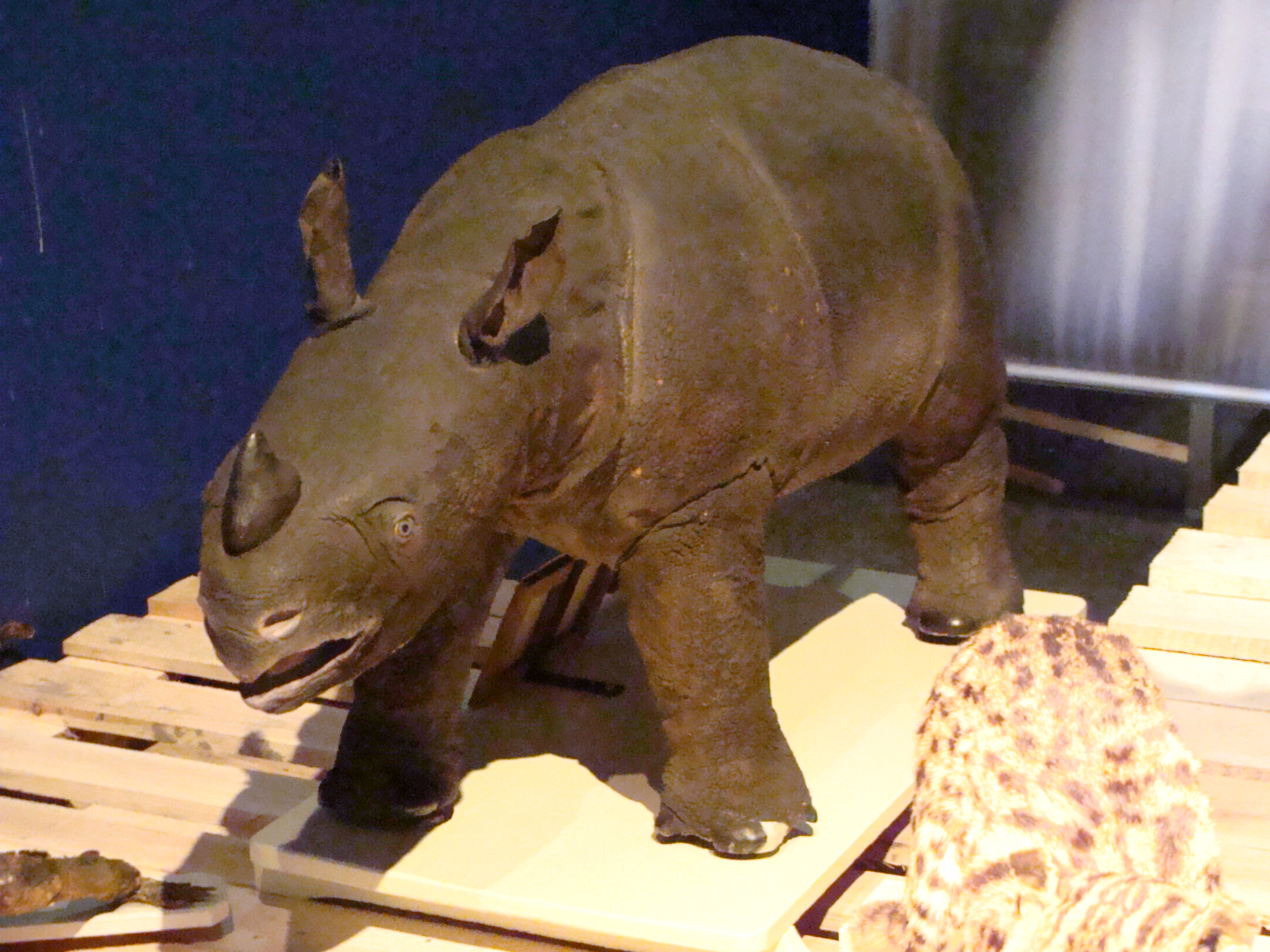
صغير وحيد قرن جاويّ مُحنَّط معروضٌ في مُتحف، من النُويعة السونديَّة (R. s. sondaicus).

يُعتبر وحيد القرن الجاوي، مُنذ أن يفترقَ وهو صغيرٌ عن أُمّه وعندما يكون خارج موسم التزاوج، حيواناً انعزالياً جداً. قد تُشاهَد هذه الحيوانات أحياناً وهي مُجتمعةٌ في أعدادٍ صغيرة حول البرك المالحة أو الطينيّة التي تُحبُّ التمرَّغ بها، فالتمرُّغ بالطين سلوكٌ رائج جداً لدى جميع أنواع وحيد القرن، وهو يُؤدّي وظيفة حيويَّة مُهمَّة جداً لها، فهو يُساعد هذه الكائنات على تبريد أجسامها وتجنُّب حرارة النهار لأنَّه يحميها من أشعَّة الشمس، كما أنَّه يطردُ عنها الحشرات والآفات، وبالتالي يُجنّبها الإصابة بالمرض. ومن النَّادر أن يحفرَ وحيدُ القرن الجاوي بركاً طينيَّة بنفسِه، فهو يتطفَّلُ عادةً على البرك الطبيعيّة أو التي تخصُّ حيوانات أخرى في بيئته وهو يستفيدُ من قرنه القويّ والكبير ليُوسِّع مساحة تلك البرك. وأما البرك الملحيَّة فهي مُهمِّة لهذا الحيوان لأنَّه يحتاجُ عناصر غذائية أساسية لا يُمكنه أن يكتسبها إلا من الملح. تعيشُ حيوانات وحيد القرن هذه في مناطق خاصَّة بها تكون مُنعزلة عن باقي بني جنسها، وتبلغُ مساحة هذه المنطقة لدى الذكور ما يتراوحُ من 12–20 كـم (7.5–12.4 ميل)²، بينما تكتفي الإناثُ بمناطق مساحتها 3–14 كـم (1.9–8.7 ميل)². ومن النَّادر أن تتداخلَ مناطق ذُكور وحيد القرن مع بعضها (على عكسِ الإناث)، ومن غير المعروف ما إذا كانت هذه الكائناتُ تهتمُّ بالدفاع عن حدود مناطقها بشراسةٍ أم لا.
يضعُ ذكورُ وحيد القرن الجاوي علاماتٍ على حُدود مناطقهم ليستطيعَ بني جنسهُم تمييزها والابتعاد عنها، ومن أهمِّ هذه العلامات تركُ أكوامً من الرّوث أو التبوُّل، ويترك هذا الكائنُ علاماتٍ أخرى حول منطقته مثل كشط الأرض بقدمه أو تحطيم أغصان الشّجيرات، لكن يبدو أنَّ هذه وسيلة للتواصل وليس التحذير. ولدى بعض الأنواع الأخرى من وحيد القرن عادةٌ غريبة مُتمثّلة بالتغوُّط وسط أكوامٍ كبيرة من روثِها ومن ثمَّ تمريغ أقدامها في الروث نفسه، ومن المُحتمل أن تكون لهذا السلوك وظيفةٌ تتمثَّلُ بتوزيع رائحة وحيد القرن على أكبر مساحةٍ مُمكنة من منطقته، إلا أنَّ وحيد القرن الجاوي وقريبه السومطري لا يقُومان به، ولعلَّ السَّبب في ذلك بيئيّ: فنثرُ الروث قد لا يكونُ مُفيداً في الغابات المطيرة لجزيرتي جاوة وسومطرة، حيثُ لا يساعد المناخُ الرَّطبُ على انشار الرائحة.
يُثير وحيد القرن الجاوي كميَّة من الضجيج أقلَّ بكثيرٍ من قريبه السومطريّ، فعلى مرّ تاريخ العلم كُلِّه، لم يتمكَّن الباحثُون من تسجيل صوت هذا الكائن سوى مرَّاتٍ معدودة. لا تُوجد أي حيواناتٍ مُفترسة معروفة قادرةٌ على مُطاردة أو قتل وحيد القرن الجاوي البالغ (ما عدا الإنسان)، وهو يعتبر كائناً خجولاً فضلاً عن ذلك، فهو يُسارع للاختباء بين الأدغال الكثيفة بمُجرّد ظهور إنسانٍ بالقُرب منه، وهذا السلوك هو ميزةٌ تطوريَّة تُساعد هذا النوع على البقاء على قيد الحياة، إلا أنَّها تجعل دراسته صعبةً جداً على العلماء. من جهةٍ أخرى، يستطيعُ وحيد القرن الجاوي أن يُصبح عدائياً جداً لو اقتربَ شخصٌ منه أكثر من اللازم، فعندها سوف يندفعُ وحيد القرن نحو ذلك الشخص ويهُاجمه أو يطعنهُ بأنياب فكِّه السفليّ القوية أو ينطحهُ برأسه. ومن المُحتمل أنَّ هذه السلوكيات العدائيَّة والانعزاليَّة لدى وحيد القرن نتجت عن انخفاض أعدادِه مُؤخَّراً، إذ إن الروايات التاريخية المنقُولة كانت تصفهُ بأنَّه حيوانٌ اجتماعي ويسهلُ الاقتراب منه.

## الغذاء
وحيد القرن الجاوي هو كائنٌ عاشب، فهو يقتاتُ على العديد من أنواع النَّباتات، ويتناولُ منها براعمها وأوراقها وأغصانَها وثمارها المُتساقطة على الأرض. مُعظم النباتات التي يُفضِّل هذا الحيوان أكلها تنمُو في بقاعٍ مُشمسة وسط فجوات الغابات، حيثُ تكون الأشجار المُرتفعة قليلة أو مُنعدمة، وتنمو الكثير من الشجيرات القصيرة التي يسهلُ عليه الوُصول إليها. وعندما يُريد وحيد القرن الأكل من شُجيرة مُرتفعة بالنسبة له فهوَ ينطحُها برأسه ليتساقطَ ما عليها من طعامٍ على الأرض، ومن ثمَّ يلتقطُه بشفته العُلْيَا الطَّويلة. ويُعتبر هذا النَّوعُ هو الأكثر قُدرةً على تناول أصنافٍ مُتنوّعة من الغذاء بين جميع أنواع وحيد القرن. يتناولُ وحيد القرن الجاوي في كلِّ يومٍ كميَّة من الطعام يُقدَّر وزنُها بخمسين كيلوگراماً، ومثل قريبه السومطري، فهو يحتاجُ إلى الحُصول على بعض الملح في غذائه، ولذا كثيراً ما يبحثُ عن برك وتجمُّعات الملح ليَلْعق منها. ومع أنَّ هذه البرك غيرُ موجودةٍ في جميع المناطق التي يسكنُها هذا الكائن، إلا أنَّ العُلماء لاحظوا أنَّه يشربُ من ماء البحر في مثل تلك الأماكن، لتعويضِ ما يحتاجُهُ جسمه من الملح.

## الانحفاظ

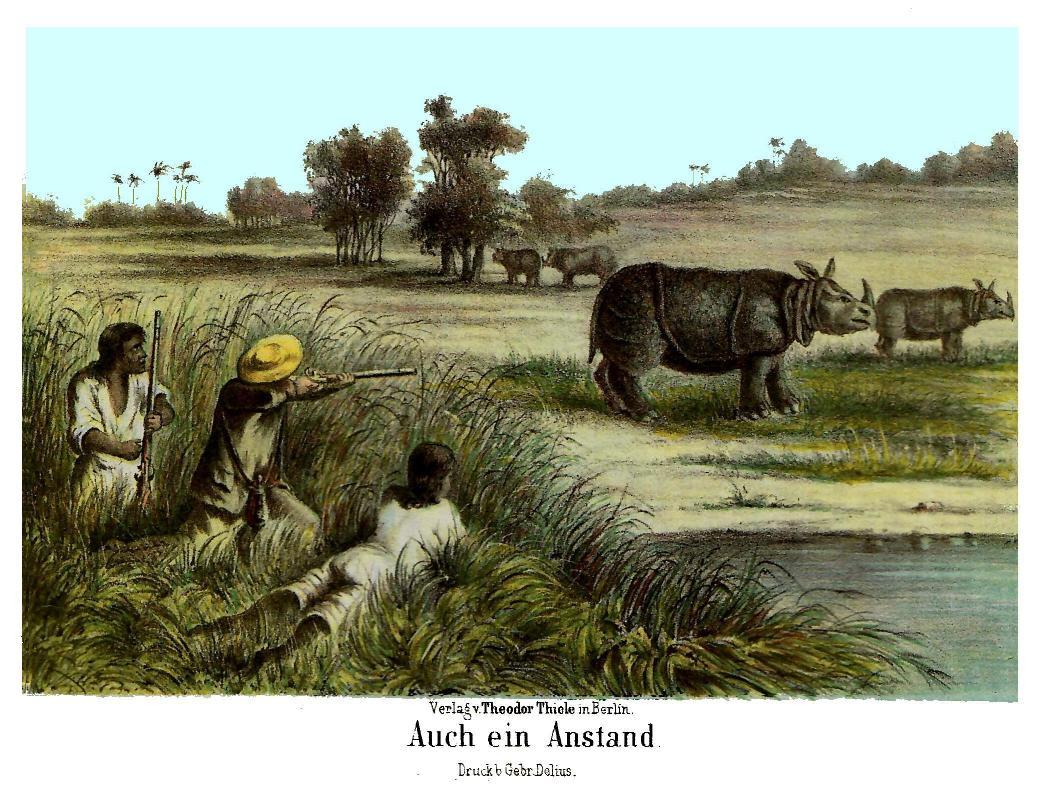
تعودُ هذه اللوحة إلى سنة 1861، وتُبيّن كان السكَّان الأصليُّون يصطادُون وحيد القرن من النُويعة السونديَّة (R. s. sondaicus).

كان العامل الأهمُّ في تناقُص أعداد وحيد القرن الجاوي - حتى اقترابه من درجة الانقراض - هو الصَّيد سعياً وراءَ قُرونه، وهي ذاتُ المشكلة التي جعلت جميع أنواع وحيد القرن مُهدَّدة بالانقراض. فقد كانت قُرون هذا الحيوان سلعةً ثمينة للبَيْع لأكثر من ألفي سنة في الصين، وذلك بسبب استخدامها المُنتشر في الطب الصيني التقليديّ، والاعتقادَ بأنَّ لها خصائص علاجية سحريَّة. كما كانت لها استعمالاتٌ أخرى، فقد استُعملت هذه القُرون كمادّة خام لصناعة دُروع للمُحاربين الصينيِّين، بينما اعتقدت قبائل ڤيتناميَّة أن لدى جِلْد وحيد القرن خصائص علاجية لسُمّ لدغات الأفاعي. تتواجدُ معظم جماعات وحيد القرن السومطريّ في بُلدانٍ فقيرة، وهذا يجعلُ إقناع أهالي تلك الدُّول بتجنُّب قتل حيوانات وحيد القرن صعباً جداً، فهُم يجنون مبالغ طائلةً من بَيْع قُرونه، بينما لا يُمكنهم الاستفادة منه بأيّ وسيلةٍ أخرى لمُجرّد إبقائه على قيد الحياة. وقع تحوّلٌ عندَ إنفاذ معاهدة التجارة العالمية لأصناف الحيوان والنبات البري المهدد بالانقراض (بالإنجليزية: CITES)‏، فقد وُضِعَ وحيد القرن الجاوي تحتَ حماية كاملةٍ بمُوجب المُلحق الأول للمُعاهدة، وأصبحت المُتَاجرة بأيّ مُنتَجات مأخوذةٍ من هذا الحيوان غير قانونيّة في كلِّ مكانٍ بالعالم. من جهة أخرى، اكتشفت دراساتٌ أُجرِيَت على السوق السوداء لوحيد القرن في آسيا أنَّ قُرونه تُبَاع بما يصلُ إلى 30,000 دولارٍ للكيلوگرام الواحد، وهو ما يعادل ثلاثة أضعاف قيمة هذه القرون في أفريقيا.:31
تعرَّضَ وحيدُ القرن الجاوي لنفس ما أصابَ العديد من أنواع الحيوانات الضخمة في قارَّتي أفريقيا وآسيا، فمُنْذ انتشار أسلحة البارود أصبح هذا الحيوان هدفاً لا يُرحَمُ للصيَّادين الأوروبيِّين، الذين طاردُوه وقتلوه للمُتعة والرّياضة. وكان وحيد القرن هدفاً سهلاً جداً للصيَّادِين، فهو ضخمُ الحجم ويصعبُ عليه الاختباء، وفي الحقيقة، يُوازي عدد حيوانات وحيد القرن التي ماتت لأجلِ الاستمتاع تلكَ التي اصطيدت لتُبَاع قُرونها، فقد اجتمعَ هذان السَّببانِ ليجعلا هذه الكائنات مُهدَّدة بالانقراض. وعندما بدأ عُلماء الأحياء في أنحاء العالم بإدراك الكارثة التي يمرُّ بها وحيد القرن الجاوي، كان هذا النَّوع من الحيوانات قد اختَفي بالفعل من جميع أنحاء آسيا تقريباً، ولم يبقَ له وُجودٌ إلا في دولة ڤيتنام.
تُوجد عوامل أخرى ساهمت أيضاً في تقلُّص مناطق تواجد وحيد القرن الجاوي، ومن أهمِّها دمارُ البيئة الطبيعية التي يعيشٌ فيها (وهي الأدغال الآسيوية) بسبب قطع الأشجار لإفساح مساحاتٍ للزراعة، إلا أنَّ هذا العامل لم يعُد ذا أهميَّة لأن هذه الحيوانات لا تعيشُ الآن سوى في مناطق محميَّّة. أدَّى تدمير البيئة إلى تصعيب تعافي جماعات وحيدِ القرن من قتلِها وصيدها، فهي لم تستطِع إيجاد موطنٍ طبيعي لتتكاثرَ فيه وتزدهر من جديد، ورُغم الجهود الكبيرة التي بذلها عُلماء البيئة لإنقاذ هذا النَّوْع، إلا أنَّ بقاءهُ في العالم أمرٌ مُستبعد. فحالياً لم يعُد وحيد القرن الجاوي مَوجوداً إلا في منطقة محميَّة صغيرة جداً بإندونيسيا، وبالتالي فهوَ مُعرَّضٌ جداً لتفشّي الأوبئة والنتائج السلبية للتوالد الداخليّ، فبمُجرَّد أن يُصيب مرضٌ واحدٌ حيوانات وحيد القرن في تلك المحميَّة، منَ المُحتمل موتها جميعاً وانقراضُ نوعها إلى الأبد. ويُقدَّر عددُ حيوانات وحيد القرن الجاوي الباقية في العالم الآن  بحوالي الـ100، تعيشُ جميعها في منتزه أوجونگ كولون الوطني.

### مُنتزه أوجونگ كولون

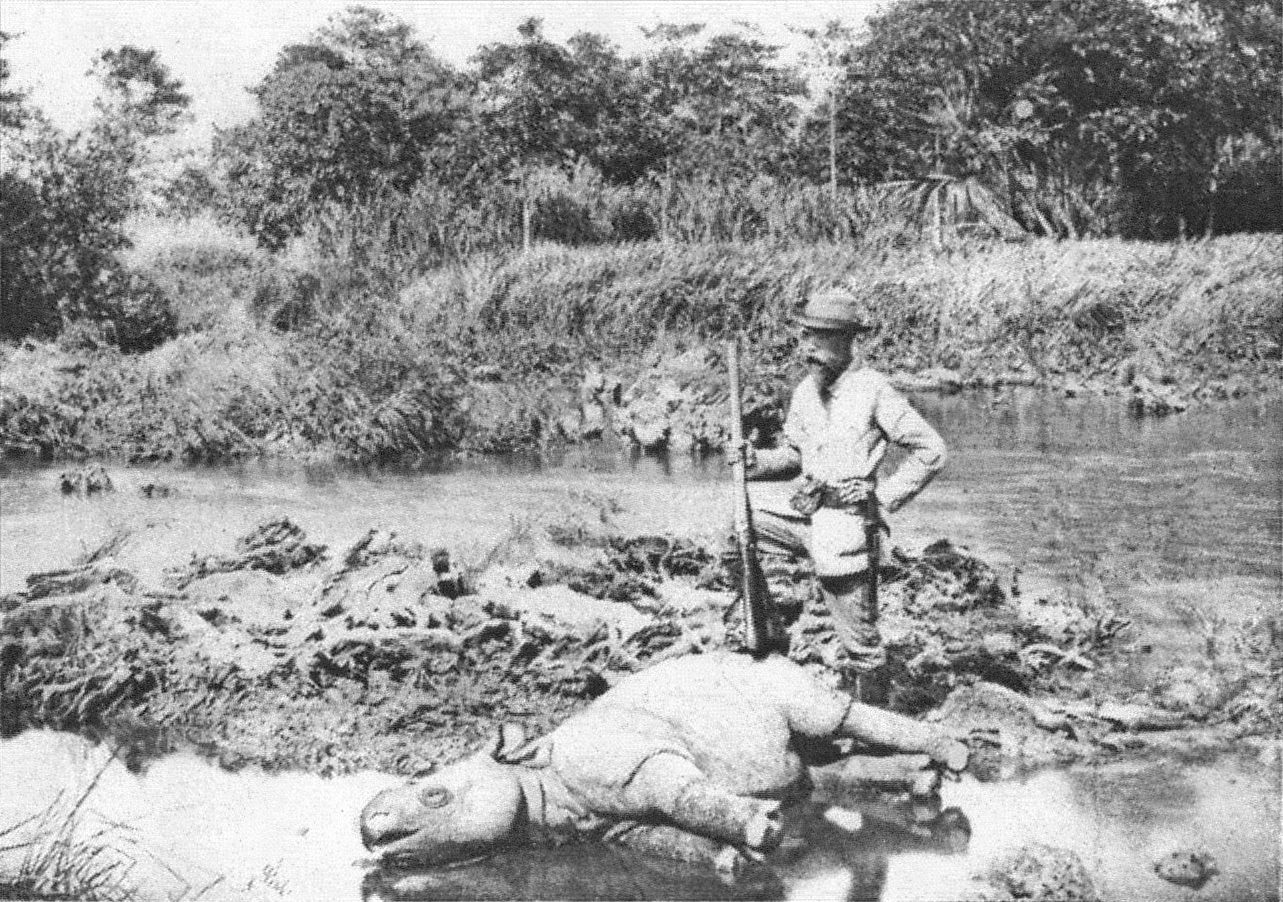
صياد هولندي ترقدُ بجانبه جيفة وحيد قرنٍ جاوي من النُويعة السونديَّة (R. s. sondaicus) في أوجونگ كولون عام 1895.

تقع في جاوة بإندونيسيا شبه جزيرة تُسمّى أوجونگ كولون دمَّرها ثوران بُركانٍ في عام 1883 وتسبَّب بهجرة سُكَّانها، ومُنذ ذلك الحين، تمكَّنت جماعة من وحيد القرن من إعادة استيطان شبه الجزيرة، إلا أنَّ السكان البشر لم يعودوا إليها قطّ، فجعل منها هذا ملجأ آمناً للحياة البريّة. أصبح وحيد القرن الجاوي على شفى الانقراض في جزيرة سومطرة في عام 1931، فأعلنتهُ حكومة الهند الهولندية نوعاً محمياً بحُكْم القانون ومنعت الأهالي من اصطياده، ومُنذ ذلك الحين لا يزال القانون يحمي وحيد القرن هُناك. أجريَ أوّل إحصاءٍ لأعداد حيوانات وحيد القرن في أوجونگ كولون عام 1967، ولم يتمَّ العُثور سوى على 25 واحداً منها. تضاعف عددُها في عام 1980، وظلَّ مُستقراً عند 50 حيوانٍ تقريباً مُنذ ذلك الحين. ولا تُوجد أي حيواناتٍ مُفترسة طبيعية قادرةٍ على قتل وحيد القرن في شبه جزيرة أوجونگ كولون، إلا أنَّ لهُم مُنافسين يعتمدُون في البقاء على نفس النوع من الطعام الذي يتناولونه، والذي يُعتبر شحيحاً إلى حدّ ما، فتُوجد العديد من أنواع المواشي في بيئة وحيد القرن التي تتناولُ نفس أصناف النباتات الخاصّة به. في الوقت الحالي تُدير الوزارة الإندونيسيّة للغابات مُتنزَّه أوجونگ كولون. عُثر في عام 2006 على أربعة صغارٍ لوحيد القرن الجاوي في المُتنزَّه، وكان هذا أكبرَ عددٍ منها يُسجّل في التاريخ.
نُشر في شهر مارس سنة 2011 فيديو مُصوّر بكامراتٍ مخفيَّة ظهرت فيه حيوانات وحيد قرنٍ بالغة مع أطفالها، وكان هذا دليلاً على أنَّ هذه الكائنات تتزاوجُ وتتكاثر بصُورة جيّدة، ومُنذ شهر يناير وحتى أكتوبر من نفس السّنة نجحت تلك الكامرات بتسجيل لقطاتٍ لـ35 وحيد قرنٍ آخر. حتى شهر ديسمبر عام 2011، أنجزت المراحل الأخيرة من تجهيز ملاذٍ بيئي خاصٍّ بتكاثُر وحيد القرن في مُتنزّه أوجونگ كولون، ووصلت مساحة الملاذ إلى 38,000 هكتار يُفترض أن تسمح بارتفاع عدد حيوانات وحيد القرن في المحميّة إلى ما بين 70 و80 بحُلول سنة 2015.
في شهر أبريل عام 2012 موَّل صندوق نقد الحياة البرية ومُنظّمة وحيد القرن العالمية تركيبَ 120 كاميرا فيديو جديدة (وكانت تُوجد أربعون واحدةً قبل ذلك) إلى محميَّة أوجونگ كولون، وذلك للمُساعدة على مراقبة تحرّكات وحيد القرن في أنحائها وتقدير أعدادها بصُورة أكثر دقّة. أظهرت المسُوحات الحديثة لجماعة وحيد القرن في المحميَّة أن أعداد الإناث أقلّ من الذكور، ففي الجانب الشرقي من المُتنزَّه كان يعيشُ 17 وحيد قرنٍ ليس بينهم سوى أربع إناث، ممَّا قد يُمثّل خطراً حقيقياً على بقاء هذه الكائنات.
بما أنَّ محمية أوجونگ كولون هي الملاذُ الأخير لوحيد القرن الجاويّ في العالم، فإنَّ كل جماعات هذا النَّوع التي لا زالت على قيدِ الحياة مُجتمعةٌ الآن في بُقعة واحدة، وتُعتبر هذه ميزة من بعض النواحي، فعلى عكس وحيد القرن السومطري المُشتَّت على مساحاتٍ واسعة غير محميّة، تستطيعُ حيوانات وحيد القرن الجاوية الالتقاء ببعضِها بسهُولة للتكاثر، وهي تحظى بحماية دائمةٍ جيّدة. لكن على الجانب الآخر، عند الاحتفاظ بكلّ الأفراد المُتبقّين من أحد أنواع الحيوانات في مكانٍ واحد فإنَّ خطرَ موتهم جميعاً في الوقتِ نفسه يُصبح مُرتفعاً جداً، فإذا ما انتشرَ أيّ مرضٍ وبائي بينهُم سيستطيعُ القضاء على جميع حيوانات وحيد القرن الباقية في العالم على الفَوْر، ومن المُمكن لكارثة تسونامي أن تقتلهم جميعاً بسهُولة. ولم يَعُد الصيد خطراً يتهدَّد وحيد القرن الجاوي الآن، إذ إنَّ القوانين العالميّة المُخصَّصة لحظر التجارة بقُرون وحيد القرن أصبحت مُتشدّدة جداً، وثمّة رقابةٌ شديدة من السّلطات المحلية تضمنُ عدم وُصول الصيادين إلى المحمية، كما أنَّ موقع شبه جزيرة أوجونگ كولون مُنعزلٌ بحيث يصعبُ وصول الإنسان إليها. ومع كلّ هذا، لا زالت تُوجد العديد من العقبات التي تقف في وجه إنقاذ وحيد القرن الجاويّ. أطلق «مشروع وحيد القرن الآسيوي» في عام 2012 مُبادرة لمُعالجة إحدى هذه العقبات، فقد بدأ حملة لاستئصال أشجار النخيل من حديقة أوجونگ كولون، فهذه الأشجارُ كانت تُضيّق المساحات المتاحة في المُتنزَّه وتُقلّل كمية النباتات المُغذّية التي يستطيعُ وحيد القرن الوُصول إليها. إحدى العقبات الكُبرى الأخرى التي لا زالت تُهدّد وحيد القرن هي ازدحام بيئته بأعدادٍ كبيرة من مواشي البانتنغ التي تُنافسه على غذائه، وتُفكّر السلطات المحليّة بتسييج الجانب الغربي من المُتنزَّه لفصلِ مناطق تواجد المواشي عن وحيد القرن، وهكذا يُتجاوزِ هذا الخطر أيضاً.

### مُنتزه كات تيان

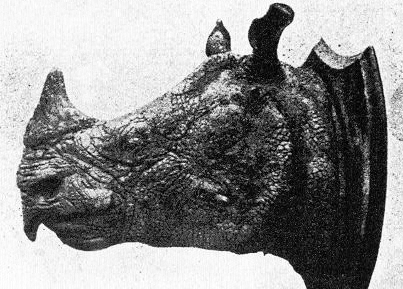
رأس وحيد قرنٍ ذكر من النُويعة الأناميتيَّة (R. s. annamiticus) قتلهُ صيّاد في بيراك بشبه جزيرة الملايو.

كان وحيد القرن الجاويّ ذائع الانتشار في بُلدان جنوب شرقي آسيا بالماضي، لكنَّهُ انقرض نهائياً - حسبما افتُرض - في ڤيتنام بمُنتصف السبعينيات، بالتوازي مع نهاية حرب ڤيتنام. فقد جلبت هذه الحربُ دماراً كارثياً على الأنظمة البيئيّة الطبيعيّة بسبب تفشّي استخدام مادة النابالم الحارقة فيها، ونثر الموادّ القاتلة للنباتات وأوراق الأشجار التي تُسمّى العامل البرتقالي، وإلقاء القنابل من الجوّ، وزرع الألغام الأرضية، وارتفاع مُعدّلات الصيد.
كان يُعتقد أن وحيد القرن الجاوي نوعٌ مُنقرض في ڤيتنام عندَ نهاية القرن العشرين، إلا أنَّ أحد الصيادين أطلق النار على أنثى وحيد قرنٍ بالغة وقتلها في عام 1988، ممَّا أثبت أن هذه الحيوانات استطاعت البقاء على قيد الحياة بطريقةٍ ما. ونتيجةً لذلك أطلق العُلماء مشروعاً لمسح غابات جنوب ڤيتنام بحثاً عن حيوانات وحيد قرنٍ أخرى، ونجحوا بالعُثور على آثارٍ حديثة خلَّفها حوالي 15 حيواناً على ضفاف نهر دونغ ناي. ولهذا السَّبب ضُمَّت هذه المنطقة إلى مُتنزَّه كات تيان الوطنيّ في عام 1992، وأصبحت تحظى بحمايةٍ حُكوميَّة.
أبدى العُلماء مخاوفهم مع بداية القرن الواحد والعشرين من أنَّ هذا الكائن تجاوزَ نُقطة اللاّعودة في ڤيتنام، إذ انخفضَت أعدادُ وحيد القرن هُناك إلى ثمانية أفرادٍ فقط، ومن المُحتمل أن يكونوا جميعهم من الإناث. اختلفَ عُلماء البيئة فيما لو كانت هُناك فُرصة بإنقاذ هذا النَّوع من الانقراض، واقترحُوا جلبَ حيوانات وحيد قرنٍ من إندونيسيا لحمايته من ذلك الخطر، ومنحه فُرصة إضافية للتكاثر.

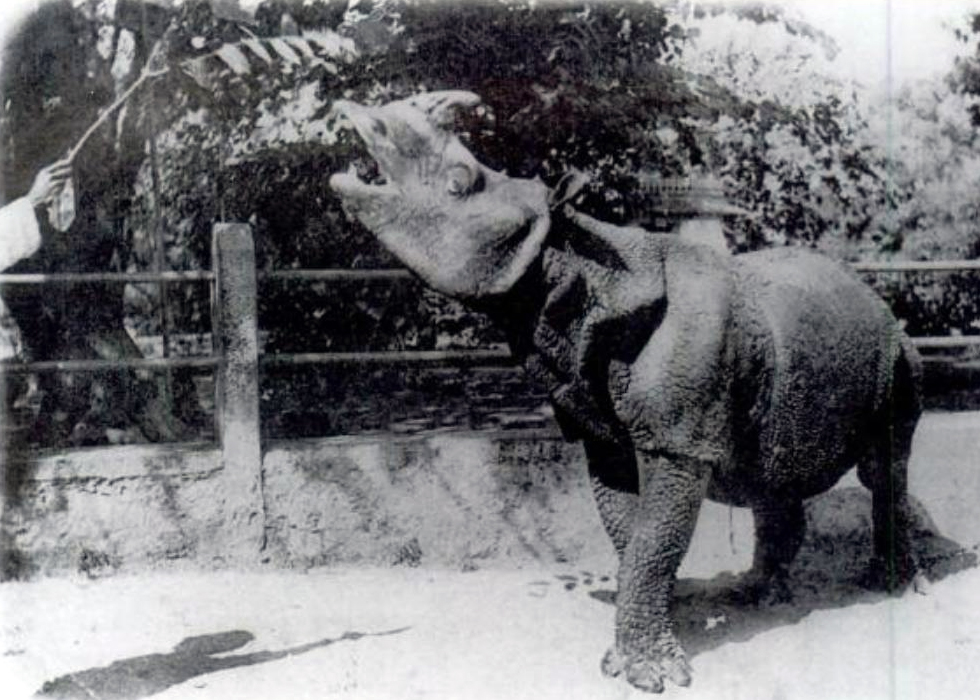
وحيدُ قرنٍ جاويّ أسير، حوالي سنة 1900.

جمعت إحدى الدراسات العلميَّة عيّناتٍ كثيرةٍ من حيوانات وحيد القرن في مُتنزّه كان تيات بين شهر أكتوبر عام 2009 ومارس عام 2010، وتوصَّلت إلى أنَّ عددَ حيوانات وحيد القرن الموجدة في الحديقة انخفضَ إلى واحدٍ فقط. وفي شهر مايو عام 2010 اكتُشفت جُثة وحيد قرن جاوي بالمُتنزّه، اصطاده أحدٌ ما وقطعَ قرنه ومن ثمَّ رحل. وبناءً على ذلك، أكَّدت مُؤسّسة وحيد القرن العالمية في شهر أكتوبر سنة 2011 انقراض وحيد القرن الجاوي نهائياً في ڤيتنام، وبالتالي فإنَّ هذا النوع لم يَعُد موجوداً في أيّ مكانٍ بالعالم سوى مُنتزه أوجونگ كولون.

### في الأسر

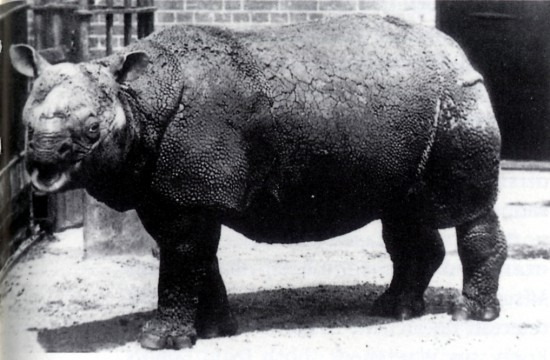
وحيد قرن جاوي في حديقة حيوانات لندن

لم تحصُل أي حديقة حيوانٍ على وحيد قرن جاويّ لتعرضه على زوّارها مُنذ أكثر من مائة عام. في القرن التاسع عشر عُرِضت أربع حيوانات وحيد قرنٍ على الأقلّ في حدائق حيوانٍ بمُدن أديلايد وكلكتا ولندن، ويُوجد 22 واحداً آخر على الأقلّ وُضِعَ في الأسر بالماضي أيضاً، وعلى الأرجح أن العدد الحقيقي لحيوانات وحيد القرن الجاويّ التي كانت موجودةً في حدائق ومراكز الحيوان أكبرُ من ذلك، فقد كان يُخطئه العديد من مُديري الحدائق مع وحيد القرن السومطريّ.
ولم تحظى هذه الحيوانات على الإطلاق بحياةٍ جيّدة في الأسر، فأطولُها عُمراً استطاع البقاء على قيد الحياة ليبلغ العشرين عاماً، وهو نصفُ العمر الذي تصلهُ هذه الحيوانات في البرية. ولم يحصُل في التاريخ وأن وُلدت أنثى وحيد قرن جاويّ بحديقة حيوان، أو في أيّ مكانٍ بالأسر. مات آخرُ وحيد قرنٍ جاوي أسير في سنة 1907 بحديقة حيوان أديلايد في جنوب أستراليا.

## وصلات خارجيَّة
- معلومات عن وحيد القرن الجاوي بِالإضافة إلى صُور في موقع مركز مصادر الكركدنَّات.
- مؤسسة الكركدن العالميَّة المُكرَّسة لِلحفاظ على أنواع وحيد القرن: وحيدُ القرن الجاوي
- "Rhinoceros sondaicus". القائمة الحمراء للأنواع المهددة بالانقراض Version 2008. الاتحاد الدولي لحفظ الطبيعة. 1822.
- معلومات وصُور عن وحيد القرن الجاوي من موقع آركيڤ.